# Bäck en Vång
Bäck en Vång (Zweeds: Back och Vång) is een småort in de gemeente Karlstad in het landschap Värmland en de provincie Värmlands län in Zweden. Het småort heeft 50 inwoners (2005) en een oppervlakte van 15 hectare. Eigenlijk bestaat het småort uit twee plaatsen: Back en Vång. Het småort wordt omringd door zowel landbouwgrond als bos en de stad Karlstad ligt zo'n twintig kilometer ten westen van Bäck en Vång.